# Suicide (Purple Jumping Man)
Pour les articles homonymes, voir Suicide (homonymie).
Suicide (Purple Jumping Man) est une sérigraphie sur toile du peintre américain Andy Warhol réalisée en 1963. Elle fait actuellement partie de la collection du Musée d'art contemporain de Téhéran.

## Historique
Au cours des années 1970, les revenus pétroliers de l'Iran ont augmenté et le roi et la reine d'Iran, Mohammad Reza Pahlavi et Farah Diba, ont décidé de créer un musée d'art contemporain afin de moderniser leur pays,. Suicide (Purple Jumping Man) faisait partie des peintures que Tony Shafrazi, le marchand d'art américain d'origine iranienne, a acheté pour la collection de ce musée.
À cette époque, Andy Warhol s'est montré intéressé par l'idée et a peint des portraits du roi et de son épouse.

## Description
Suicide (Purple Jumping Man) représente deux images en séquence, captées par un photographe documentaire, sérigraphiées à l'encre noire sur un fond violet.
Selon Tony Shafrazi, Suicide (Purple Jumping Man est l'une des plus grandes œuvres de Warhol. Shafrazi estime la valeur de la peinture à 70 millions de dollars.